# 格然·玛比
格然·玛比（瑞典語：Göran Marby，又名：马跃然），毕业于瑞典哥德堡大学，2016年5月被任命为網際網路名稱與數字位址分配機構的总裁和首席执行官。曾任独立监管机构瑞典邮政电信总局局长。